# Сайлент Хилл 2 (фильм)
«Сайлент Хилл 2» (англ. Silent Hill: Revelation, иногда в названии фигурирует также 3D, дословно — «Сайлент Хилл: Откровение») — фильм ужасов о сверхъестественном Майкла Дж. Бассетта, продолжение триллера 2006 года «Сайлент Хилл». В основу сценария фильма положен сюжет компьютерной игры Silent Hill 3. Премьера в США состоялась 26 октября, в России — на день раньше, 25 октября 2012 года. Режиссёр и сценарист предыдущей картины не участвовали в производстве продолжения. Съёмки проходили с марта по май 2011 года в Торонто. Бассет отступил от сюжета игры и первого фильма, построив историю таким образом, при которой вторая картина стала в значительной степени автономной.
Лента практически единогласно получила исключительно негативные отзывы критиков, отметивших неправильное понимание исходного материала, обрывочность появления большинства второстепенных персонажей и общее снижение качества по сравнению с первой картиной. Похвалы удостоились только визуальные эффекты и образ главной героини. При бюджете в 20 миллионов долларов, фильм в мировом прокате собрал свыше 52 миллионов. Практически по всем финансовым показателям «Сайлент Хилл 2» уступает первой части. Лента получила семь номинаций в разных премиях и заняла второе место в Fangoria Chainsaw Awards за лучший грим и спецэффекты.

## Сюжет
После событий первого фильма Роуз Дасилва и её приёмная дочь Шэрон остались в туманной реальности. Роуз смогла передать Шэрон своему мужу Кристоферу с помощью печати Метатрона, а сама остаётся в туманном мире. У Шэрон не осталось воспоминаний о поездке в Сайлент Хилл, и Кристофер сказал ей, будто бы Роуз погибла в автокатастрофе.
Действие второго фильма начинается годы спустя. Кристофер и Шэрон живут под именами Гарри и Хизер Мейсон соответственно. Им приходится регулярно менять место жительства, чтобы спрятаться от секты. Меж тем самой Хизер в кошмарах снится Сайлент Хилл и её демоническая вторая половина — Алесса. По пути в очередную новую школу с Хизер пытается переговорить Дуглас Картланд, частный детектив, нанятый сектой, но она убегает от него. В классе она знакомится с новичком Винсентом. После уроков Хизер замечает наблюдающего за ней Дугласа, о чём сообщает по телефону отцу, договариваясь встретиться с ним в торговом центре. Сразу же после телефонного разговора Гарри похищают. В торговом центре, где Хизер ждала Гарри, происходит переход в кошмарный потусторонний мир с монстрами, где один из них — Миссионер — убивает Дугласа, когда он пытается предупредить Хизер об опасности. После возвращения в основную реальность, Хизер выбегает из торгового центра в тот момент, когда полиция вывозит труп Дугласа.
Хизер в сопровождении Винсента возвращается домой, где находит нарисованный на стене оккультный символ и написанное на стене сообщение: «Отправляйся в Сайлент Хилл». Взяв первую половину печати Метатрона, Хизер с Винсентом едут в туманный город. По пути Хизер читает дневник Гарри Мейсона, и узнаёт, что она является инкарнацией Алессы Гиллеспи. По дороге они делают остановку в мотеле, где Винсент говорит ей, что он сын Клаудии Вульф, верховной жрицы Ордена Валтиэля — секты, когда-то правившей Сайлент Хиллом. Но теперь, когда Алесса вернулась, они вынуждены прятаться от неё в подземельях. А Хизер — единственный шанс уничтожить демона и освободить секту. Винсента послали, чтобы он привёл Хизер в город, но он сомневается в своих действиях, так как она является светлой стороной Алессы. Винсент сообщает, что помочь Хизер может его дедушка — Леонард Вульф, который находится в психиатрической больнице. В этот момент происходит переход в потусторонний мир, Винсента похищает монстр, а Хизер теряет сознание.
Придя в себя, Хизер отправляется в Сайлент Хилл. На месте Хизер встречает Далию Гиллеспи, мать Алессы. Она объясняет, что тёмная сторона Алессы контролирует город. Хизер укрывается в одном из зданий и понимает, что она попала в ловушку некоего существа. Она помогает девушке по имени Сьюки выпутаться из целлофановой паутины, однако, Манекен-паук все равно забирает её. Тем временем Клаудия объявляет Винсента предателем и приказывает отправить его на «лечение» в психиатрическую больницу, кишащую монстрами. Хизер также направляется в лечебницу, где подвергается нападению монстра Лоботомии и убивает его. Она находит палату Леонарда. Однако, он слеп и не совсем вменяем. Мужчина говорит ей, что его упекла в больницу родная дочь, которая, по его словам, «ещё хуже». Хизер протягивает ему печать в надежде, что он поможет ей. Он говорит, что это ключ, который открывает истинную природу вещей и протыкает себе печатью живот. Две половинки воссоединяются и он превращается в монстра. Хизер удается убить его, но она сталкивается с новой проблемой — пациентами, которые пытаются задушить девушку сквозь прутья камер. Неожиданно появляется Пирамидоголовый и рубит им руки. Хизер он не трогает. Она находит Винсента, который находится в комнате, наполненной медсестрами, реагирующими на любой звук и движение и помогает ему освободиться.
Хизер и Винсент направляются в парк Лейк-Сайд в поисках Гарри. Там их встречает Братство — самые верные слуги ордена. Винсент отвлекает сектантов, и Хизер пробирается в парк развлечений, где встречает Воспоминание Алессы и воссоединяется с ней. Найдя похитивших Гарри сектантов, Хизер узнаёт, что ей приготовлена участь быть временным пристанищем для новорожденного бога, в которого свято верят члены Ордена. Клаудия требует у девушки печать. Хизер протягивает её ей со словами: «Хочу увидеть твою истинную суть». Прикоснувшись к амулету, Клаудия превращается в монстра Миссионера, который убил Дугласа. Она пытается напасть на Хизер, но Пирамидоголовый вовремя успевает вмешаться. Начинается битва, из которой последний выходит победителем, отрубив Клаудии голову. На окраине Сайлент Хилла Винсент замечает, что пепел с неба перестал сыпаться. Винсент и Хизер покидают туманный Сайлент Хилл, а Гарри решает остаться, чтобы отыскать Роуз.
Идя прочь от Сайлент Хилла, Винсент и Хизер останавливают грузовик с водителем Трэвисом, который говорит, что давно не был в этих краях. При знакомстве с ним Хизер представляется своим настоящим именем — Шэрон. Они просят увезти их подальше от Сайлент Хилла. Навстречу им едут несколько полицейских машин и автобус государственной тюрьмы округа Райалл, въезжая в Сайлент Хилл. Камера медленно поворачивается вокруг придорожного щита, пока не переносится обратно в «туманный мир», где на обратной стороне щита виднеется надпись: «Добро пожаловать в Сайлент Хилл».

## В ролях
| Актёр              | Роль                             |
| ------------------ | -------------------------------- |
| Аделаида Клеменс   | Хизер Мейсон (Шэрон) / Алесса    |
| Кит Харингтон      | Винсент Картер                   |
| Дебора Кара Ангер  | Далия Гиллеспи                   |
| Керри-Энн Мосс     | Клаудия Вульф                    |
| Мартин Донован     | Дуглас Картленд                  |
| Малкольм Макдауэлл | Леонард Вульф                    |
| Рада Митчелл       | Роуз Дасилва                     |
| Шон Бин            | Гарри Мейсон / Кристофер Дасилва |
| Эрин Питт          | Молодая Алесса / Шэрон Дасилва   |
| Роберто Кампанелла | Красная Пирамида                 |
| Питер Аутербридж   | Тревис Грэди                     |

| Актёр              | Роль                                     |
| ------------------ | ---------------------------------------- |
| Джефферсон Браун   | детектив Сантини                         |
| Мартин Барнс       | Детектив Кэйбл                           |
| Хизер Маркс        | Сьюки                                    |
| Рэйчел Сэллен      | девушка-манекен                          |
| Джейсон Бест       | Мясник                                   |
| Чад Камиллери      | Атакующий                                |
| Сергей Шпаковски   | Жарящий повар                            |
| Джеймс Киршнер     | Пепельный мужчина / житель Сайлент Хилла |
| Крис Антон         | Монстр в тумане                          |
| Джеймс Колинз      | Привратник зла                           |
| Конрад Бергшнайдер | смотритель                               |

## История создания

Именно в парке развлечений «Лейк-Сайд» начинается и заканчивается оригинальная игра Silent Hill 3

### Зарождение
Режиссёр предшествующего фильма Кристоф Ган первоначально планировал заняться съёмками второй кинокартины. Он хотел избежать ошибок, допущенных при работе над первым фильмом и договорился с продюсерами о сохранении визуального стиля серии. Ган планировал приступить к съёмкам после окончания работ над такими проектами как «Водила» (англ. Driver) и «Путь самурая» (англ. Onimusha). Впрочем, в конце 2006 года он сделал заявление о том, что ввиду занятости не может занять место режиссёра сиквела, но предпочел бы порекомендовать на это место кого-то из знакомых ему европейских коллег, желательно француза. Кристоф делал особый акцент на том, что фильм должен быть «снят не по-голливудски».
Аналогичные заявления делал в 2007 году и сценарист «Сайлент Хилла» Роджер Эвери, заявив, что не собирается участвовать в создании фильма, если в нём не принимает участия Ган. Позже, писатель Брет Эллис озвучил намерение сценариста изменить своё решение. Роджер написал сценарий для продолжения. Тем не менее, после того, как Эвери в сентябре 2009 года был осужден за причинение смерти по неосторожности на один год тюремного заключения за наезд на пешехода, вопрос о его участии в съемках фильма снова стал неясным. Масахари Ито предлагали участвовать в разработке дизайна монстров, но он отказался. Потеря ключевых соавторов фильма затормозила процесс создания картины.

### Съёмки
3 ноября 2010 года на выставке American Film Market (англ.) в Санта-Монике было объявлено, что режиссёром сиквела станет британский кинорежиссёр Майкл Бассетт (англ.), продюсерами — Сэмюэль Хадида и Дон Кармоди, а также, что фильм снимается в стереоскопическом формате и получит название «Silent Hill: Revelation 3D». Майкл Бассет является и режиссёром, и автором сценария. Было принято решение пропустить сюжет Silent Hill 2, взяв за основу третью часть серии. Режиссёр говорил, что вторая часть заслуживает отдельного фильма. Тем не менее, после анонса некоторые журналисты отмечали, что сюжет оригинальной картины оставлял очень небольшое количество идей для продолжения, считая крайне сомнительным тот факт, что герой Шона Бина вообще когда-нибудь сможет увидеть свою дочь, не говоря уж о том, чтобы пуститься с ней в бега. Картину также представляли на Comic-Con 2012. На конференцию Бассет привёз два отрывка из фильма — один показывал сцену с пауком, другой фрагмент сосредотачивался на моменте, в котором к Винсенту, прикованному к каталке, приближались медсестры.
Бассет также как и Ган был заядлым игроком. Он любил хоррор-элементы серии, хотя признавался, что периодически активировал «режим Бога» из-за недовольства боевой системой. Ему нравился первый фильм, он считал, что Кристоф в своей картине пытался представить абстрактный и нелогичный мир. Режиссёр согласился на использование 3-D технологий, чтобы создать полное погружение в мир картины и привлечения аудитории в кинотеатры. Так как «Сайлент Хилл 2» относится к жанру ужасов, Бассет не стеснялся периодически использовать демонстрацию отвратительных и уродливых вещей. Как сценарист он считал, что в повторе сюжета игры «нет никакого удовольствия». Для Майкла как писателя это было вызовом. Он много раз возвращался к игре и читал материалы, проясняющие сюжетную мифологию и хотел сосредоточиться на психологических поворотах повествования. Измененный сюжет должен быть свежим, интересным и понятным для неофитов. С продюсерами картины Бассет был знаком со времён работы над «Соломоном Кейном». От Майкла требовалось такое построение истории, при котором вторая часть была продолжением первой, но в значительной степени автономной от неё. После успеха первой части Konami приветствовала идею нового проекта. Продюсеры на Comic-Con в Сан-Диего встретились с Бассетом, который согласился принять участие в его производстве.
Музыкальное сопровождение для второго фильма написали Джефф Данна и Акира Ямаока, работавшие вместе над прошлым фильмом. Режиссёр пригласил Данну для придания трекам большей музыкальности и введения оркестровых элементов. Акира же был привлечен к участию в проекте как любимец фанатов серии — наиболее частый вопрос, который задавали режиссёру, будет ли композитором Ямаока. Акира написал несколько оригинальных треков для картины, и вместе с Данной адаптировал ряд старых тем из игр.
Съёмки фильма стартовали 7 марта 2011 года в Торонто и были окончены 14 мая того же года. Среди локаций Онтарио были использованы Сэвэллс Роад (дорога на Сайлент Хилл), Вишневый пляж (парк развлечений Лейксайд), Кеймбридж (улицы Сайлент Хилла), Центральная средняя школа (лечебница Брукхэвен), Вудбайн Центр (Торговый центр). Бассет считал, что существуют поклонники, которые знают о вселенной игры гораздо больше, чем он сам. Тем не менее, эстетически проект соответствует серии. Бассет говорил:

«Хочу сообщить вам, что я только что закончил последний съемочный день SH2. Это было здорово и сложно. Я был окружен замечательными, чрезвычайно талантливыми людьми, которые поддерживали меня. Я ещё некоторое время не смогу оценить, насколько хорошим получится фильм, но я вполне уверен, что он будет выглядеть потрясающе. Дайте мне около пяти месяцев пост-продакшна на монтаж, создание спецэффектов и озвучивание, а там будет видно». Оригинальный текст (англ.)Just to let you all know I’ve just finished the last day of principal photography on SH2.  It’s been both fantastic and challenging.  Surrounded by great people with enormous talent who kept me on track throughout.  How the final film hangs together, I won’t know for a while, but I’m pretty certain it’s going to at least look amazing.  Give me about 5 months of post production for editing, fx and sound and then I’ll know more.

### Кастинг и персонажи
Исполнители главных ролей Аделаида Клеменс и Кит Харингтон
7 марта 2011 года было объявлено, что в главных ролях в фильме снимутся Аделаида Клеменс и Кит Харингтон. Тогда же появился и первый кадр из фильма, изображающий Хизер, вооружённую пистолетом. Харингтон сыграл роль Винсента, сына одного из руководителей Ордена — секты, заправляющей городом Сайлент Хилл. К моменту съёмок он был главным образом известен по сериалу «Игра престолов». Фильмография Аделаиды включала «Люди Икс: Начало. Росомаха» и ленту «Вампир». Бассет специально искал актрису, которая бы выглядела на 18. Роли двух идеологов Ордена, Клаудии Вульф и её отца Леонарда досталась Керри-Энн Мосс и Малкольму Макдауэллу. Кроме того, в проекте задействована часть актёрского состава предыдущего фильма — Рада Митчелл, Шон Бин и Дебора Кара Ангер, исполнявшие в оригинальном фильме роли Роуз ДаСилвы, Кристофера Дасилвы и Далии Гиллеспи соответственно. Ранее Митчелл, сыгравшая главную роль в «Сайлент Хилле», говорила, что с удовольствием бы изобразила в продолжении одного из монстров. После пресс-конференции Davis Films опубликовала скриншот с изображением Роуз в лифте.
Малкольм Макдауэлл рассказывал, что получил удовольствие от фильма: «Я исполняю роль странного слепого парня, закованного в цепи и сидящего в тюремной камере. Жуть. Хотя, это было забавно. Мне понравилось играть его». Бассет считал, что Макдауэлл обладает удивительной способностью привносить нечто новое и неожиданное в своих героев. Продюсер Самуэль Хадида был рад, что Кэрри Мосс, продемонстрировавшая «огромный талант во всех жанрах от „Матрицы“, и до „Помни“», смогла приобщиться ко вселенной Сайлент Хилла. До выхода фильма на вопрос журналистов о том, умрёт ли по традиции герой Шона Бина Майкл Бассет отвечал: «И да… и нет».
Как и в первой части, адаптация игры существенно расходится с первоисточником. Так, детектив Дуглас, в отличие от игрового персонажа, погибает практически в самом начале фильма. Его позицию в повествовании занимает Винсент, который в отличие от своего коварного прототипа является обычным подростком и внешне абсолютно не походит на священника культа. Гарри Мэйсон, погибающий в игре, в ленте только похищен служителями культа. Внешний облик главной героини, которую терзают кошмары, практически идентичен Хизер из Silent Hill 3. Фрагментарно были воспроизведены сцены поздравления с днём рождения, звонка к отцу, поездки на автомобиле в Сайлент Хилл, а также такие визуальные детали, игравшие ту, или иную роль в игре, как кусок стальной трубы, фонарик, печать Метатрона, красная туфелька, символ Halo of the Sun, зажаренная собака, комната с манекенами, карта госпиталя, кролик Робби, статуя Валтиэля и другие. Воспоминание Алессы, в третьей части серии вело себя как некое подобие зомби, в «Откровении» проработано глубже и ведёт диалог о любви и смерти. В конце картины встречается как Трэвис Грэйди, протагонист Origins, так и тюремный патруль, везущий Мёрфи Пендлтона, героя Downpour.

### Выход
Права на распространения фильма в Америке приобрела компания Open Road. Международным прокатом занималась Lionsgate. Первоначально картина должна была выйти 26 октября 2012 года. Премьера фильма в США состоялась в Хэллоуин, 31 октября. При двадцатимиллионом бюджете мировые кассовые сборы составили 52 миллиона 302 тысячи 796 долларов. Дебютировав в США, лента не смогла сместить с места лидера проката политический триллер «Операция „Арго“» Бена Аффлека. Первоначально она собрала лишь 3,5 миллиона долларов с 2993 кинотеатров, что меньше половины сборов от её предшественника. Аналитики связывали провальные финансовые показатели с понижением актуальности франшизы и конкуренцией с другими хоррор-фильмами, такими как «Паранормальное явление 4» и «Синистер». 74 % дохода пришли от 3D версии картины.
С точки зрения доходов фильм практически во всём уступает первой части. Внутренние сборы картины составили 33,5 % (17 529 157 $), в то время как зарубежные — 66,5 % (34 773 639 $). За первую неделю проката в России «Сайлент Хилл 2» добрался до второй строчки хит-парада самых кассовых фильмов, уступив только эпизоду бондианы «007: Координаты „Скайфолл“». «Откровение» посмотрели 500 тысяч зрителей, что принесло прокатчикам 158,4 миллионов рублей. Ко второй недели количество зрителей сократилось на 38 %. Третья неделя принесла картине четвертую строчку рейтинга и дополнительно 37,8 миллионов рублей, что на 60 процентов меньше, чем неделей ранее.
На DVD и Blu-ray в двухдисковом издании, включающими дополнительные материалы, картина появилась 12 февраля 2013 года. 28 марта того же года в интернет-магазине Amazon.fr вышел сборник, включающий первую и вторую экранизации серии, в форматах DVD, DVD/Blu-ray и Blu-ray 3D/DVD. Киноленты распространялись в комплекте со статуэткой Пирамидоголового, выпущенной полуторатысячной партией и 36-страничным буклетом. Сборы с продаж на этих носителях в США составили 6,3 миллиона долларов. 30 октября 2012 года в формате mp3 появился саундтрек, содержащий 14 композиций. Альбом доступен также в iTunes. Релиз Audio CD-версии состоялся 19 марта 2013 года.
| №   | Название                                                          | Автор(ы)                   | Длительность |
| --- | ----------------------------------------------------------------- | -------------------------- | ------------ |
| 1.  | «Silent Hill Revelation»                                          | Джефф Данна и Акира Ямаока | 2:29         |
| 2.  | «Early Birthday Present»                                          | Джефф Данна и Акира Ямаока | 5:17         |
| 3.  | «Armless/The Missionary Attack»                                   | Джефф Данна и Акира Ямаока | 4:20         |
| 4.  | «Vincent and Heather Open the Box»                                | Джефф Данна и Акира Ямаока | 6:13         |
| 5.  | «Born and Raised In Silent Hill»                                  | Джефф Данна и Акира Ямаока | 3:54         |
| 6.  | «Heather in the Fog World»                                        | Акира Ямаока               | 4:09         |
| 7.  | «Alessa's Mother/No Ordinary Spider»                              | Джефф Данна и Акира Ямаока | 5:39         |
| 8.  | «Vincent Condemned»                                               | Джефф Данна                | 1:36         |
| 9.  | «Master of the Order»                                             | Джефф Данна и Акира Ямаока | 5:11         |
| 10. | «Red Pyramid/The Nurses»                                          | Акира Ямаока               | 3:58         |
| 11. | «The Carousel/Red Pyramid Battles the Missionary»                 | Джефф Данна и Акира Ямаока | 7:43         |
| 12. | «Lost Souls»                                                      | Джефф Данна и Акира Ямаока | 4:17         |
| 13. | «Rain of Brass Petals Three Voices Edit» (в исполнении Interlace) | Акира Ямаока               | 5:02         |
| 14. | «Silent Scream» (в исполнении Мэри Элизабет Макглинн)             | Акира Ямаока               | 5:36         |

## Восприятие

### Рецензии
| Рейтинги             | Рейтинги |
| Издание              | Оценка   |
| -------------------- | -------- |
| Rotten Tomatoes      | 8/100    |
| Metacritic           | 16/100   |
| Empire               | [ 71 ]   |
| IGN                  | 5/10     |
| Entertainment Weekly | D+       |
| The List             | [ 73 ]   |

Критика встретила фильм более чем холодно. На Rotten Tomatoes рейтинг картины всего лишь 8 %. Экранизацию относили к числу худших картин 2012 года. Агрегатор Metacritic поставил Silent Hill: Revelation 3D рейтинг 15 %, отметив, что создатели фильма неправильно поняли исходный материал. Сергей Крикун, обозреватель журнала «Мир фантастики», сетовал на то, что монстры не в состоянии испугать зрителя, а появление старых героев не всегда оправдано. Действие напоминает ржавую вагонетку, где за каждым поворотом — новое чудо-юдо. Бассет совсем забыл про психологическую атмосферу, уступив место физиологии. Рецензент «Афиша@mail.ru» Станислав Орлов, отметил, что изобретательная драматургия первоисточника была скрашена 3-D эффектами. Яркие сцены в киноленте практически отсутствуют, а некоторые монстры могут удовлетворить «разве что неискушенного неофита», но только не поклонников видеоигры.
Анатолий Ющенко, обозреватель портала Filmz.ru, заявил, что Бассет абсолютно не понимает, что делать с хрупким метафизическим пространством, вместо саспенса «он с усердием сертифицированного мясника пилит по живому», вместо сосредоточия на главной героине вводит множество второстепенных персонажей. Олег Зинцов, сотрудник газеты «Ведомости», заявил, что все герои фильма не более чем безымянное мясо, а весь звёздный состав требовался исключительно для маркетинга. Не продумана и структура второй части Сайлент Хилла — героиня следует куда ей вздумается, и все фрагменты пространства автономны как отдельные эпизоды. Вместо представления об устройстве ада Бассет «пугает нас ужасами подсобных помещений, давно не видавших ремонта». Энди Вебстер, будучи представителем The New York Times также отмечал, что герояем Макдауэлла, Мосс и Ангер уделено крайне мало внимания, а персонажей картины можно назвать в лучшем случае «миниатюрными эскизами». Эрик Снайдер иронично писал, что если фильм чему-то и учит, так это тому, что решив сжечь детей, дело нужно доводить до конца. Взбешённая Алесса, создавшая адское измерение с монстрами глупо погибает от доброты Хизер — её достаточно было крепко обнять, чтобы она рассыпалась. «Обнимашки — её криптонит», — писал критик. Клаудия Вульф, в игре одержимая идеей рождения Бога, в фильме злая, «только потому что Тринити погибла в „Матрице“».
Крис Тилли, обозреватель IGN считал повествование с множеством длинных экспозиционных сцен, объясняющих про орден Валтиэля, печать Метатрона и символ Halo of the Sun, запутанным. Не помогали в понимании и диалоги: «На фоне потуг Винсента добиться расположения Хизер разговор Энакина Скайуокера с Падме в приквеле Звёздных войн звучит как Шекспир». Актёрская игра Кита Харингтона была названа некомпетентной, и только Аделаида Клеменс «вытягивает» дуэт. Похвалу получил Шон Бин, удачно изобразивший любящего отца. Визуальные эффекты, учитывая скромный бюджет, в некоторых сценах выглядели отлично. Трехмерность порой погружала зрителя в кошмар. Красная Пирамида выглядел ярким как никогда, а медсёстры — сексуальными и тревожными в равной мере. Миссионер не оставлял желаемого впечатления, в отличие от Манекена, который заслуживал больше экранного времени. Сюжетные нити приближающегося совершеннолетия, религиозного фанатизма остались неисследованными — «Откровения» разочаровывают в каждом аспекте, не успевая выходить из тени первой экранизации. «Но хуже всего, что он просто не страшен, что является непростительным преступлением для жанра ужасов».
Яркость некоторых кадров, к примеру, Хизер и её демонического двойника в сцене на карусели, по мнению Марка Олсена, не вызывает ни эйфории, ни удивления, ни удовольствия. Зависимость от логики сновидения, как и увлечение био-синтезированными существами, делают фильм похожим на работы Линча и Кроненберга, но не добавляют происходящему вменяемости. Ким Ньюмен, рецензент журнала Empire, назвал картину безразличным сиквелом, использующим такое количество идей Клайва Баркера, что её можно классифицировать как фанфик по мотивам «Восставшего из ада». Садомазохистские демоны со звенящими цепями и заштопанными лицами предлагают зрителю лишь несколько мимолетно отвлекающих моментов от мастерски созданной пустоты с заикающимся сюжетом. Иван Васильев заметил в фильме множество натяжек и нелогичных допущений. Усиленное проявление потустороннего мира идёт вразрез с первой картиной, члены Ордена толком не показаны, а «монструозность Вульфов стирает грань между реальным городом и воплощенным злом Алессы». Свежих монстров, за исключением паука, в картине нет, а сцена со спасённой девушкой подтягивает «Сайлент Хилл 2» к категории В. По мнению рецензента, картина оставляет неприятное послевкусие: «Назвать фильм достойным преемником первой части язык не повернется — откровением тут и не пахнет».

### Награды и номинации
| Год  | Премия                    | Категория                        | Лауреаты и номинанты                       | Результаты |
| ---- | ------------------------- | -------------------------------- | ------------------------------------------ | ---------- |
| 2012 | Fright Meter Awards       | Лучший грим                      | «Сайлент Хилл 2»                           | Номинация  |
| 2012 | Fright Meter Awards       | Лучший саундтрек                 | Акира Ямаока и Джефф Данна                 | Номинация  |
| 2013 | Genie Awards              | Достижения в визуальных эффектах | Денис Берарди, Майк Боррет и др.           | Номинация  |
| 2013 | Genie Awards              | Достижения в дизайне костюмов    | Вэнди Партридж                             | Номинация  |
| 2013 | Genie Awards              | Достижения в гриме               | Кэти Бреннан, Кэрол Деринбергер, Пол Джонс | Номинация  |
| 2013 | Directors Guild of Canada | Звуковой монтаж                  | Кевин Банки, Дэвид Капорале и др.          | Номинация  |
| 2013 | Fangoria Chainsaw Awards  | Лучший грим/Спецэффекты          | Пол Джонс                                  | 2 место    |